# Rubén Duarte
Rubén Duarte Sánchez (Almería, España, 18 de octubre de 1995) es un futbolista español que juega como defensa para el Club Universidad Nacional de la Primera División de México. Se desempeña como lateral izquierdo, aunque también puede jugar como defensa central.

## Trayectoria
Nacido en Almería, España, Duarte se unió a la cantera del RCD Espanyol en 2009, a los 13 años, después de jugar con Los Molinos CF y Polideportivo Ejido.

### Real Club Deportivo Espanyol "B"
En 2012 estuvo vinculado al Manchester City, e hizo su debut con el filial en Segunda División B.

### Real Club Deportivo Espanyol
El 7 de enero de 2015 Duarte hizo su debut con el primer equipo, jugando los 90 minutos en la derrota 1-2 como visitante contra el Valencia CF para la Copa del Rey de la temporada. Su debut en La Liga se produjo el 8 de febrero, contra el mismo oponente y con el mismo marcador, pero en el Estadio Cornellà-El Prat.

### Deportivo Alavés
En mayo de 2017 ficha por el club vasco.
En la temporada 2018-19 se termina de consolidar como el lateral izquierdo titular del Deportivo Alavés, fundamental en el gran arranque liguero del equipo de Vitoria.
En la temporada 2023-24  se convierte en el 2° jugador con más partidos en 1° división del Deportivo Alavés. 

## Selección nacional
| Selección                            | País   | Periodo   | Partidos (goles) |
| ------------------------------------ | ------ | --------- | ---------------- |
| Selección de fútbol sub-16 de España | España | 2011      | 4 (1)            |
| Selección de fútbol sub-17 de España | España | 2012      | 2 (1)            |
| Selección de fútbol sub-18 de España | España | 2013      | 2 (0)            |
| Selección de fútbol sub-19 de España | España | 2013-2014 | 10 (0)           |
| Selección de fútbol sub-21 de España | España | 2015-2016 | 9 (0)            |

## Estadísticas

### Clubes
Actualizado al último partido disputado el 24 de febrero de 2024.
| Club                           | Div.          | Temporada     | Liga  | Liga  | Copas nacionales | Copas nacionales | Copas internacionales | Copas internacionales | Total | Total |
| Club                           | Div.          | Temporada     | Part. | Goles | Part.            | Goles            | Part.                 | Goles                 | Part. | Goles |
| ------------------------------ | ------------- | ------------- | ----- | ----- | ---------------- | ---------------- | --------------------- | --------------------- | ----- | ----- |
| R. C. D. Espanyol "B" · España | 2.ª B         | 2012-13       | 21    | 0     | ―                | ―                | ―                     | ―                     | 21    | 0     |
| R. C. D. Espanyol "B" · España | 2.ª B         | 2013-14       | 32    | 1     | ―                | ―                | ―                     | ―                     | 32    | 1     |
| R. C. D. Espanyol "B" · España | 2.ª B         | 2014-15       | 19    | 0     | ―                | ―                | ―                     | ―                     | 19    | 0     |
| R. C. D. Espanyol "B" · España | Total club    | Total club    | 72    | 1     | 0                | 0                | 0                     | 0                     | 72    | 1     |
| R. C. D. Espanyol · España     | 1.ª           | 2014-15       | 11    | 0     | 4                | 0                | ―                     | ―                     | 15    | 0     |
| R. C. D. Espanyol · España     | 1.ª           | 2015-16       | 22    | 0     | 3                | 0                | ―                     | ―                     | 25    | 0     |
| R. C. D. Espanyol · España     | 1.ª           | 2016-17       | 3     | 0     | 2                | 0                | ―                     | ―                     | 5     | 0     |
| R. C. D. Espanyol · España     | Total club    | Total club    | 36    | 0     | 9                | 0                | 0                     | 0                     | 45    | 0     |
| Deportivo Alavés · España      | 1.ª           | 2017-18       | 24    | 0     | 2                | 0                | ―                     | ―                     | 26    | 0     |
| Deportivo Alavés · España      | 1.ª           | 2018-19       | 33    | 0     | 0                | 0                | ―                     | ―                     | 33    | 0     |
| Deportivo Alavés · España      | 1.ª           | 2019-20       | 31    | 0     | 0                | 0                | ―                     | ―                     | 31    | 0     |
| Deportivo Alavés · España      | 1.ª           | 2020-21       | 31    | 1     | 0                | 0                | ―                     | ―                     | 31    | 1     |
| Deportivo Alavés · España      | 1.ª           | 2021-22       | 34    | 0     | 0                | 0                | ―                     | ―                     | 34    | 0     |
| Deportivo Alavés · España      | 2.ª           | 2022-23       | 41    | 0     | 3                | 0                | ―                     | ―                     | 44    | 0     |
| Deportivo Alavés · España      | 1.ª           | 2023-24       | 28    | 2     | 4                | 1                | ―                     | ―                     | 32    | 3     |
| Deportivo Alavés · España      | Total club    | Total club    | 222   | 3     | 9                | 1                | 0                     | 0                     | 231   | 4     |
| Total carrera                  | Total carrera | Total carrera | 330   | 4     | 18               | 1                | 0                     | 0                     | 348   | 5     |

## Palmarés

### Club
| Título        | Club                         | País   | Año     | Resultado  |
| ------------- | ---------------------------- | ------ | ------- | ---------- |
| Copa Cataluña | Real Club Deportivo Espanyol | España | 2013-14 | Subcampeón |